# Jlīʿ

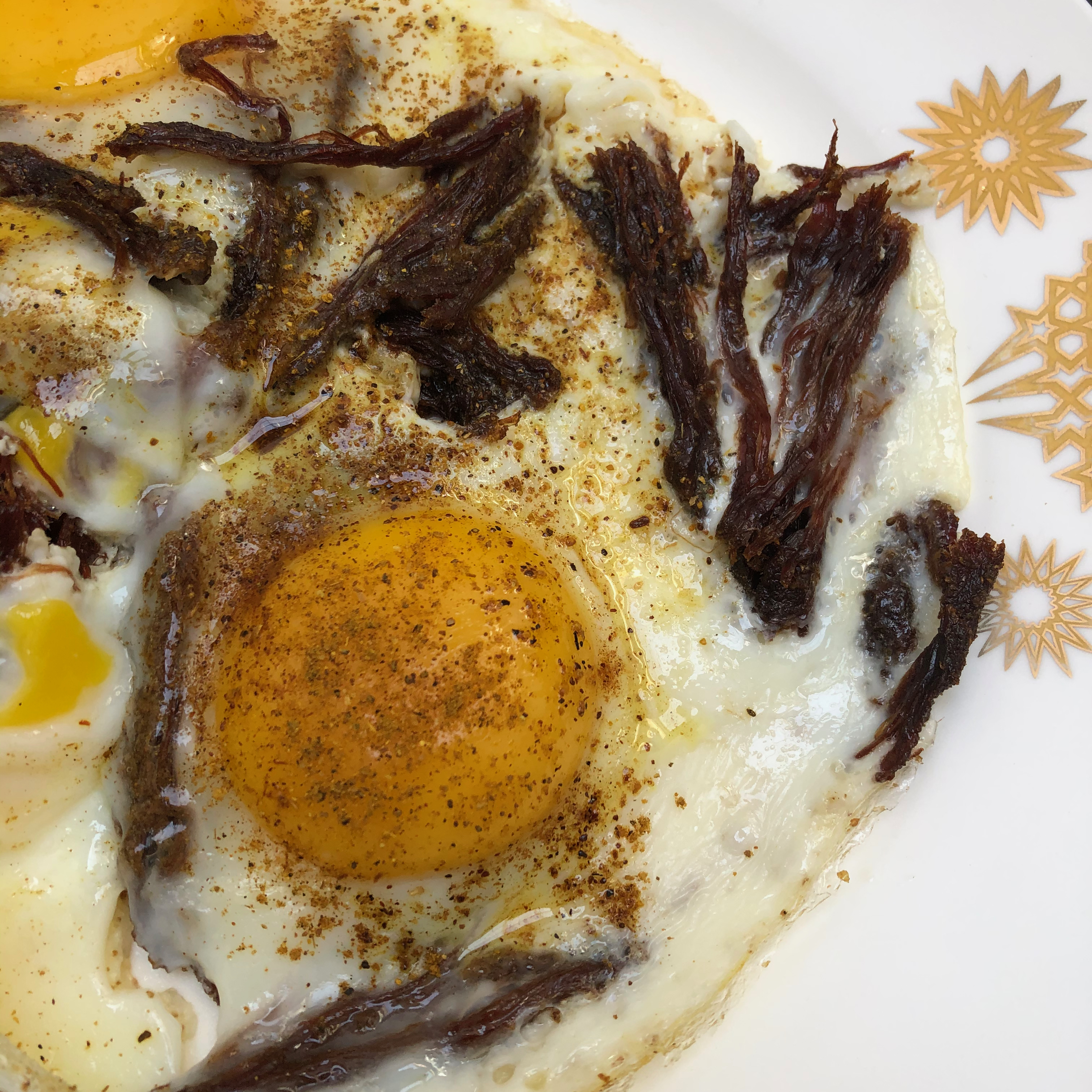
Huevos con jliʿ y comino.

El jlīʿ (en árabe, خليع jleaʿ; en inglés romanizado khlea, kleehe, khlii) o gueddid (n Túnez) se trata de un tipo de salazón de carne especiada de cordero (o vacuno) típico de la cocina magrebí. La carne se corta en pequeñas tiras y se marina con comino, cilantro y ajo. Posteriormente se deja secar al sol durante algunos días antes de vuelva a ser cocinado en agua, aceite. Este tipo de alimento se preserva bien durante un periodo de dos años. En el periodo anterior a la época de los refrigeradores domésticos.